# Майк Еспі
Альфонсо Майкл Еспі (англ. Alphonso Michael Espy; нар. 30 листопада 1953) — американський політик, член Демократичної партії, міністр сільського господарства США з 1993 по 1994 рік.

## Біографія
У 1975 році закінчив Говардський університет. У 1978 році він отримав ступінь доктора права в Університеті Санта-Клари.
Працював адвокатом Центральної юридичної служби Міссісіпі (1978–1980), помічником державного секретаря, керівником Юридичної служби штату Міссісіпі (1978–1980), помічником секретаря Управління державних земель (1980–1984), помічником генерального прокурора (1984–1985).
Еспі був членом Палати представників з 1987 по 1993 рік.
Кандидат на виборах до Сенату США у 2018 році.